# Jesus (filme de 1999)
Jesus (bra: Jesus) é um telefilme de drama épico bíblico italiano-estadunidense de 1999 que reconta os eventos históricos de Jesus Cristo. Foi filmado em Marrocos e Malta. É estrelado por Jeremy Sisto como o personagem-título, Jacqueline Bisset como Maria de Nazaré, Debra Messing como Maria Madalena e Gary Oldman como Pôncio Pilatos. O telefilme foi transmitido no formato de uma minissérie na Itália em duas partes em 5 e 6 de dezembro de 1999 antes de ser transmitida nos Estados Unidos em 14 e 15 de maio de 2000.

## Enredo
A cronologia do filme envolve uma mistura cinematográfica dos Quatro Evangelhos com a adição de elementos extra-bíblicos não encontrados nos relatos do Novo Testamento. Ele fornece uma abordagem realista através de seu foco no aspecto humano de Jesus. Comparado a retratos mais solenes e divinos em filmes anteriores, Jesus expressa emoções chorando no funeral de José, jogando pedras no mar da Galileia ao encontrar Simão Pedro e Tiago, filho de Zebedeu, dançando nas bodas de Caná e iniciando uma guerra de água com seus discípulos.
Embora o filme apresente principalmente episódios cristãos semelhantes aos encontrados nos evangelhos, ele mostra cenas extra-bíblicas, como flashbacks de sua primeira viagem a Jerusalém com João, bem como cenas de guerra e destruição travadas em nome de Jesus durante os tempos medievais e modernos. Da mesma forma, a versão de Satanás do filme vem em duas formas diferentes: uma exemplificação visual de um homem moderno e uma mulher de vermelho, em vez da cobra tradicional que pode ser encontrada na maioria dos filmes. O filme também adiciona na história um historiador romano apócrifo chamado "Livio", que observa e comenta os acontecimentos; ele presumivelmente é inspirado em Tito Lívio. O filme foi geralmente bem recebido, mas também foi criticado por ter uma cena irreal da Crucificação, já que a pessoa que prega Jesus na cruz não é um soldado romano, mas um judeu da multidão. Também foi criticado por ter um retrato altamente antipático de Pôncio Pilatos, que parece fazer deliberadamente tudo para irritar os judeus, o que é diferente da maioria das outras obras de mídia nas quais ele geralmente é retratado como um participante gentio relutante que foi trazido pelo Sinédrio para um processo injusto.
Como aparece nos créditos, foi dedicado em memória de Enrico Sabbatini.

## Elenco
- Jeremy Sisto - Jesus
- Jacqueline Bisset - Maria
- Armin Mueller-Stahl - São José
- Debra Messing - Maria Madalena
- Jeroen Krabbé - Satanás
- David O'Hara - João Batista
- G. W. Bailey - Livio
- Luca Barbareschi - Herodes Antipas
- Christian Kohlund - Caifás
- Stefania Rocca - Maria de Betânia
- Luca Zingaretti - Simão Pedro
- Ian Duncan - João
- Elena Sofia Ricci - Herodias
- Gilly Gilchrist - André
- Thomas Lockyer - Judas Iscariotes
- Claudio Amendola - Barrabás
- Gary Oldman - Pôncio Pilatos
- Gabriella Pession - Salomé
- Maria Cristina Heller - Marta
- Peter Gevisser - Lázaro
- Sebastian Knapp - Mateus
- Sean Harris - Tomé
- Karim Doukkali - Felipe
- Said Bey - São Judas Tadeu
- El Housseine Dejjiti - Simão
- Mohammed Taleb - Bartolomeu
- Omar Lahlou - Nathanael
- Miles C. Hobson - Jesus criança aos 6 anos
- Josh Maguire - Jesus aos 12 anos
- Zack Maguire - João Batista aos 12 anos
- Roger Hammond - José de Arimateia